# Зеебах (Баден)
Зеебах (нем. Seebach) — община в Германии, в земле Баден-Вюртемберг.
Подчиняется административному округу Фрайбург. Входит в состав района Ортенау. Население составляет 1448 человек (на 31 декабря 2010 года). Занимает площадь 19,05 км².